# Детвора (телесериал, 1995)
«Детвора» (исп. Chiquititas, англ. Tiny Angels) — детский аргентинский телесериал. Выходил с 1995 до 2001 на телеканале Telefé. С 3 апреля 2003 года стартовал новый сезон. В сериале всего 1216 серий.

## Актёры
- Факундо Арана (Alejo and Manuel Méndez Ayala, 1997—1998)
- Камила Бордонаба (Camilla Bustillo 1996—2001)
- Луисана Лопилато (Luisana Maza, 1999—2001)

## Музыкальное решение
Для сериала было создано шесть музыкальных тем-аллюзий (саунд-трэков), на каждый год, в период между 1996 и 2001 г. (Gran Rex). В течение этих шести лет  их прослушал один миллион зрителей.

## Интернет-маркетинг
Выпускались кассеты, диски и прочие эксклюзивные товары, предназначенные для детей. Наклейки, косметика, альбомы, фигурки, школьные принадлежности, — вплоть до ковров и велосипедов. Кроме того, мыльной опере был посвящён ежемесячный журнал, издаваемый с 1996 года до 2006-го.